# Nemanja Gudelj
Nemanja Gudelj (em sérvio:  Немања Гудељ; Belgrado, 16 de novembro de 1991) é um futebolista sérvio que atua como zagueiro ou volante no Sevilla, clube da La Liga, e na Seleção Sérvia.

## Carreira
Ele é filho do ex-jogador do NAC Nebojša Gudelj e irmão mais velho de Dragiša Gudelj.
Assinou seu primeiro contrato profissional com o NAC Breda em julho de 2009, mas não conseguiu fazer uma aparição oficial em sua temporada de estreia, apesar de ter sido nomeado várias vezes para o banco.
No verão de 2013, Gudelj foi transferido para o AZ Alkmaar por cerca de € 3 milhões, vendido por seu pai que era gerente do NAC, assinando um contrato de quatro anos.
Recebeu interesse do clube português Porto.

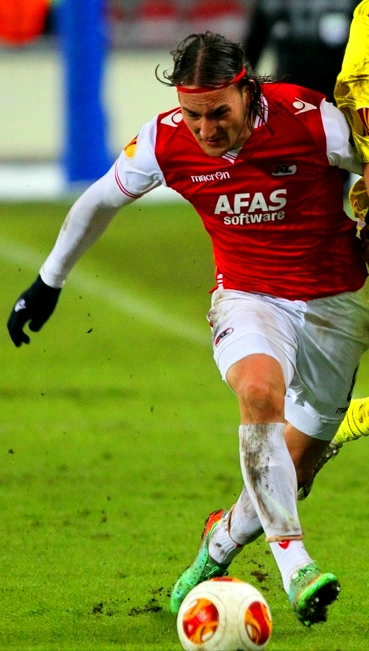
Gudelj jogando pelo AZ em 2014

### Ajax
Em 6 de maio de 2015, foi anunciado que Gudelj ingressaria no AFC Ajax a partir da temporada 2015-16. Junto com ele, seu irmão mais novo, Dragiša, se mudaria para o time juvenil do Ajax e seu pai, Nebojša, se tornaria um olheiro do clube, focando principalmente em jogadores dos Bálcãs e da Sérvia. Em 5 de novembro de 2016, Gudelj foi afastado da primeira seleção do time após afirmar que não conseguia se motivar quando não era titular.
Em 5 de janeiro de 2017, o Ajax anunciou que Gudelj seria transferido para Tianjin TEDA em 25 de janeiro de 2017 por uma quantia estimada em cerca de € 5,5 milhões.
Em 28 de janeiro de 2018, Guangzhou Evergrande Taobao anunciou que Gudelj foi transferido de Tianjin TEDA e assinou um contrato de 2 anos. A taxa de transferência não foi anunciada. Ele fez sua estreia pelo Guangzhou em 21 de fevereiro de 2018 em um empate em 0-0 fora de casa contra o Cerezo Osaka na segunda partida da fase de grupos da Liga dos Campeões da AFC de 2018. Em 14 de março, ele marcou seu primeiro gol pelo clube na quarta partida da fase de grupos da Liga dos Campeões da AFC contra o Jeju United, que garantiu a vitória do Guangzhou Evergrande por 2 a 0 fora de casa. Gudelj foi excluído do elenco principal em julho de 2018 devido à limitação do número de jogadores estrangeiros.

#### Sporting CP (empréstimo)
Em 23 de agosto de 2018, Gudelj foi emprestado ao Sporting CP, da Primeira Liga, para a temporada 2018-19. O contrato vai prolongar-se por quatro anos como jogador do Sporting CP. O contrato de empréstimo atual expira no final da temporada, então ele se mudaria como um jogador livre.

### Sevilha

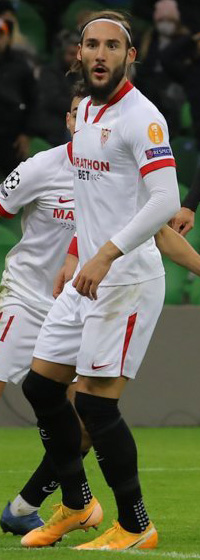
Gudelj jogando pelo Sevilla em 2020

Em 23 de julho de 2019, Gudelj assinou com os espanhóis do Sevilla FC.
Depois de ser internacional nos níveis Sub-19 e Sub-21, Gudelj conquistou sua primeira internacionalização pela Sérvia em 5 de março de 2014, em uma vitória por 2 a 1 fora de casa sobre a Irlanda em um amistoso, após entrar como substituto no último minuto para Antonio Rukavina. Em 2014, Gudelj jogou pela seleção nacional mais quatro vezes, jogando duas vezes contra a Jamaica, Panamá e Brasil.
Em julho de 2014, seu ex-técnico do AZ, Dick Advocaat, foi nomeado técnico da seleção da Sérvia para a campanha da Euro 2016. Ele marcou seu primeiro gol em 18 de novembro de 2014 em uma vitória por 2 a 0 em um amistoso fora de casa contra a Grécia.
| time nacional | Ano   | aplicativos | Metas |
| ------------- | ----- | ----------- | ----- |
| Sérvia        | 2014  | 9           | 1     |
| Sérvia        | 2015  | 2           | 0     |
| Sérvia        | 2016  | 5           | 0     |
| Sérvia        | 2017  | 6           | 0     |
| Sérvia        | 2018  | 0           | 0     |
| Sérvia        | 2019  | 3           | 0     |
| Sérvia        | 2020  | 8           | 0     |
| Sérvia        | 2021  | 11          | 0     |
| Sérvia        | 2022  | 4           | 0     |
| Total         | Total | 48          | 1     |